# K. K. Dodds
K. K. Dodds est une actrice américaine,  née en 1965.

## Filmographie

### Cinéma
- 1990 : L'Expérience interdite : Jill
- 1997 : Tueurs à gages : Tracy
- 1997 : Telling Lies in America : Justine
- 1997 : Best Men : Cindy Vargas
- 1997 : Une vie moins ordinaire : Lily
- 1998 : Soldier : Sloan
- 1999 : Aussi profond que l'océan : Tante Theresa
- 1999 : Dans la peau de John Malkovich : Wendy
- 2000 : High Fidelity : Miranda
- 2000 : Les Âmes perdues : une députée
- 2002 : Spider-Man : Simkins
- 2009 : Love Hurts : Pamela

### Télévision
- 1996 : New York Police Blues : Maria Blair (1 épisode)
- 1996 : Les Sœurs Reed : Dr Tracy Mendelson (1 épisode)
- 1997 : Nash Bridges : Astrid Dwyer (1 épisode)
- 2000 : Amy : Mlle Shepard (1 épisode)
- 2000 : Chicago Hope : La Vie à tout prix : Deborah O'Connor (1 épisode)
- 2000 : Les Experts : Amy Hendler (1 épisode)
- 2002 : The Shield : Kim Kelner (2 épisodes)
- 2002 : La Vie avant tout : Jeri Greer (1 épisode)
- 2006-2007 : Prison Break : Susan Hollander (5 épisodes)
- 2008 : Moral Orel : Kim Latchkey et Dottie (3 épisodes)
- 2010-2012 : Mary Shelley's Frankenhole : plusieurs personnages (7 épisodes)